# Ditassa blanchetii
Ditassa blanchetii är en oleanderväxtart som beskrevs av Joseph Decaisne. Ditassa blanchetii ingår i släktet Ditassa och familjen oleanderväxter. Inga underarter finns listade i Catalogue of Life.